# Alizé Cornet
Alizé Cornet, född 22 januari 1990 i Nice, är en fransk före detta tennisspelare. 
Cornet vann under sin karriär sex singel- och tre dubbeltitlar på WTA-touren. Hon deltog även i fyra olympiska spel (2008, 2012, 2016 och 2020).
I april 2024 meddelade Cornet att hon skulle avsluta sin karriär efter Franska öppna 2024.